# Río Big Piney
El río Big Piney, de 180 km, de longitud, es un afluente del río Gasconade en el centro de Misuri en los Estados Unidos. Forma parte de la cuenca del río Misisipi al cual accede por medio de los ríos Gasconade y Misuri.
El nombre del río proviene de los gruesos pinos madereros cercanos a sus orilla.